# Francis van Broekhuizen
Johanna Francisca Maria (Francis) van Broekhuizen (Den Haag, 28 juni 1975) is een Nederlandse zangeres en comédienne. Ze is een dramatische sopraan.

## Levensloop
Van Broekhuizen groeide op in Wassenaar. Ze zat daar op de Rooms-Katholieke basisschool St. Bonifacius. Haar middelbareschooltijd bracht ze door op het Adelbertcollege, tevens in Wassenaar waar ze lid werd van de toneelgroep Act en haar eerste stapjes op het podium zette.

### Opleiding
Na een opleiding maatschappelijk werk aan de Haagse Hogeschool begon Van Broekhuizen aan een studie zang (klassiek en opera) aan het Amsterdams Conservatorium. Tijdens haar studie was ze enkele jaren lid van Toonkunstkoor Amsterdam. In 2002 studeerde ze cum laude af met het diploma Klassieke zang. In 2004 studeerde zij cum laude af aan de Dutch National Opera Academy. In datzelfde jaar was zij halvefinalist bij het Internationaal Vocalisten Concours te Den Bosch en finalist bij het Cristina Deutekom Concours te Enschede. De sopraan Maria Callas was voor haar een belangrijke inspiratiebron ("Ik ben door Callas gaan zingen.").

### Zangloopbaan
Als dramatische sopraan zong ze vele rollen bij Nederlandse operagezelschappen, zoals Opera Zuid, Opera Trionfo, Opera Spanga, De Nederlandse Reisopera en de Nationale Opera. In 2018 zong zij de titelrol in Tosca van Giacomo Puccini bij Weekendopera Utrecht onder leiding van Jan van Maanen. Ook trad zij op bij de De Nationale Opera in een bijrol in de opera Jenufa van Leoš Janáček. In 2019 zong zij bij Opera Zuid in de operette Fantasio van Jacques Offenbach en in Il Tabarro bij Opera Spanga. van 2022 tot 2023 zong ze bij Nationale Opera en Ballet in de nieuwe opera Animal Farm van Alexander Raskatov en bij Opera Zuid in Orphée aux Enfers van Jacques Offenbach.
Van Broekhuizen verzorgt ook recitals en muziektheatervoorstellingen, zoals het programma Dolle Diva. Daarin wisselt zij liederen af met conferences. Haar theateroptredens worden vaak begeleid door de pianist Gregor Bak. In 2019 en 2022 reisden zij rond met het theaterconcert Bij twijfel hard zingen. Rond kerst 2022 was er een speciale kerstvoorstelling in de Beurs van Berlage te Amsterdam.
Vanaf juni 2021 t/m februari 2022 speelde Van Broekhuizen in de musical The Sound of Music de rol van moeder-overste.
In 2023 werkte Van Broekhuizen samen met Dominic Seldis in The Francis and Dominic Show. In het voorjaar van 2024 werkte Francis weer samen met Gregor Bak in de uitverkochte theatertournee Schandalig mooie opera! Deze voorstelling werd zo goed ontvangen dat deze weer in reprise zal gaan in 2025

### Radio en televisie
Van Broekhuizen is op televisie met regelmaat te zien in de dirigeerwedstrijd Maestro. Met Nick Schilder zong zij het duet Vivo per lei. Sinds 2019 was van Broekhuizen te zien als een van de honderdkoppige jury in het RTL 4-programma All Together Now. Tevens was Broekhuizen in 2019 als panellid te zien in de speciale aflevering van Ranking the Stars dat binnen de oudejaarsaflevering van het programma Paul pakt uit! werd uitgezonden.
Op de radio was Van Broekhuizen in het NPO Radio 4-programma De Ochtend van 4 wekelijks te horen op maandag in een rubriek over muziek en zang. In 2020 bereikte zij de finale van de televisiequiz De slimste mens en eindigde als derde. In het praatprogramma Jinek treedt ze op als koningshuisdeskundige.
In het voorjaar van 2021 was Van Broekhuizen te zien als teamcaptain in het RTL 4-programma RTL Exclusief. Ook was ze een van de deelnemers aan het RTL 4-programma De Verraders en gastpanellid in het RTL 4-programma I Can See Your Voice. In het najaar van 2021 was Van Broekhuizen te zien in de oud-en-nieuwspecial van het televisieprogramma The Masked Singer, ze verving Buddy Vedder. In 2022 was Van Broekhuizen te zien als drag in het televisieprogramma Make Up Your Mind, tevens was ze dat jaar als deelnemer te zien in de All Stars-editie van het programma De slimste mens en in de SBS6-programma's Code van Coppens: De wraak van de Belgen en de Top 4000 Muziekquiz. Met kerst 2023 kwam haar eigen driedelige KRO-NCRV-docuserie Francis naar Lourdes op televisie.
In 2024 was Van Broekhuizen te zien in het televisieprogramma Volle Zalen. Ze was te zien als panellid in het programma Secret Duets en deed mee aan de televisieprogramma's De Pappenheimers en Moordfeest. Daarnaast was ze te gast in het televisieprogramma Boerderij Van Dorst. In het voorjaar van 2025 was Van Broekhuizen te zien als gastpanellid in het RTL 4-programma Make Up Your Mind. Vanaf 3 augustus 2025 is Francis wekelijks te zien als jurylid in het programma: Het MAX orkest bij omroep Max.

### Privé
Van Broekhuizen is getrouwd. Ze is ambassadrice van Pride Amsterdam. 
Van Broekhuizen is te zien als sopraan Cathérine Arbuste in het Kabinet der Vermisten op het Abdijplein bij de Efteling-attractie Danse Macabre.

### Bestseller 60
| Boeken met noteringen in de Nederlandse Bestseller 60 | Jaar van verschijnen | Datum van binnenkomst | Hoogste positie | Aantal weken | Opmerkingen |
| ----------------------------------------------------- | -------------------- | --------------------- | --------------- | ------------ | ----------- |
| Bij twijfel hard zingen                               | 2022                 | 15-06-2022            | 3               | 15           |             |
| Schandalig mooie opera                                | 2024                 | 27-11-2024            | 30              | 1            |             |